# Жозуэ
Жозуэ Анунсиадо ди Оливейра (порт. Josué Anunciado de Oliveira; 19 июля 1979, Витория-ди-Санту-Антан, Пернамбуку), более известный как просто Жозуэ (порт. Josué) — бразильский футболист, опорный полузащитник. Победитель Кубка Америки 2007 в составе сборной Бразилии.

## Биография
Жозуэ дебютрировал в профессиональном футболе в составе «Гояса» в 1997 году. С этой командой он шесть раз становился чемпионом штата, а также завоевал победу в бразильской Серии B.
С 2005 по 2007 год выступал за «Сан-Паулу», с которым выиграл множество ещё более престижных титулов — две победы в чемпионате Бразилии, победа в Лиге Паулисте, Кубке Либертадорес и Клубном чемпионате мира в 2005 году.
Следующие пять лет Жозуэ провёл в «Вольфсбурге», где помог команде выиграть единственный в её истории титул чемпионов Германии. Вернулся в Бразилию в 2013 году и сразу же завоевал второй для себя и первый в истории клуба «Атлетико Минейро» Кубок Либертадорес. В следующем году завоевал с «галос» Кубок Бразилии. По окончании чемпионата Бразилии 2015 года, в котором «Атлетико Минейро» занял второе место, Жозуэ покинул команду и на данный момент является свободным агентом.

## Титулы
Гояс
- Победитель Лиги Гояно (6): 1997, 1998, 1999, 2000, 2002, 2003
- Чемпион Бразилии в Серии B (1): 1999
- Кубок Центрально-западного региона (3): 2000, 2001, 2002

 Сан-Паулу
- Чемпион Бразилии (2): 2006, 2007
- Победитель Лиги Паулиста (1): 2005
- Обладатель Кубка Либертадорес (1): 2005
- Победитель Клубного чемпионата мира (1): 2005

 Вольфсбург
- Чемпион Германии (1): 2008/09

 Атлетико Минейро
- Обладатель Кубка Либертадорес (1): 2013
- Обладатель Кубка Бразилии (1): 2014

 Бразилия
- Обладатель Кубка Америки (1): 2007